# Marie-Pierre Pruvot
Marie-Pierre Pruvot o Marie-Pier Ysser (nascuda Jean-Pierre Pruvot com a home; Isser, Algèria, 11 de novembre de 1935), artista de revista transsexual que havia actuat amb el nom de Bambi, i després professora i escriptora.

## Biografia
Jean-Pierre Pruvot nasqué a Algèria, i el 1961, als 26 anys, es va sotmetre a cirurgia per canviar de sexe, dos anys després que la seva amiga Coccinelle. Ja com a dona trans amb el nom de Marie-Pierre, actuà durant uns vint anys als cabarets parisencs Madame Arthur i Carrousel amb el nom artístic de «Bambi».
Es va treure el batxillerat als 33 anys i després seguí estudis universitaris a la Sorbona (amb una tesi sobre L'inversion dans l'œuvre de Marcel Proust, "La inversió a l'obra de Marcel Proust"), esdevenint professora de llengua francesa. Va obtenir plaça en principi a Cherbourg, el 1974, i dos anys després començà a l'escola Pablo Picasso de Garges-lès-Gonesse, a la rodalia de París, on es va quedar els vint-i-cinc anys següents. Fou honorada amb l'Ordre de les Palmes Acadèmiques.
En l'actualitat, ja retirada, Bambi es dedica del tot a escriure. La seva primera novel·la, J'inventais ma vie ("He inventat la meva vida"), publicada el 2003, és una ficció inspirada en la seva pròpia experiència amb el nom de Marie-Pier Ysser. El 2007 publicà la seva autobiografia, Marie parce que c'est joli ("Marie perquè és bonic"), on aprofita per fer pública la seva veritable identitat sexual i la seva peripècia vital per assolir-la. El 2012 publica l'assaig France, ce serait aussi un beau nom ("França: aquest nom també estaria bé"). Des de l'època del general De Gaulle fins ara, s'ha estat dedicant a escriure al diari Le Monde sobre la pèrdua de pes de la llengua francesa al món. Bambi ha reeditat l'obra J'inventais ma vie, ara ampliada com una sèrie en cinc volums que es completa el 2013.
Sembla que a demanda del seu públic, Marie-Pierre Pruvot escriu un anecdotari de teatre, la novel·la Frissons au Carrousel ("Calfreds al Carrousel"). I per tancar l'any 2013, escriu a quatre mans amb Galia Salimo Comme autant de ronds dans l'eau... ("Talment com cercles a l'aigua..."), una novel·la que submergeix el lector en els meandres de manipulacions familiars dignes dels grans autors russos.
Aquest mateix anys 2013, Sébastien Lifshitz li dedica un documental titulat Bambi on, entre testimonis actuals i imatges d'arxiu, ella explica la seva història. Al Festival Internacional de Cinema de Berlín del 2013, el film rep un premi Teddy al millor documental. A principis del 2014, el documental obté una nominació als Premis César, a la categoria de curtmetratges.
El 24 de novembre de 2014, Marie-Pierre Pruvot és nomenada cavaller de l'Orde Nacional del Mèrit per Roselyne Bachelot, que la defineix com «una dona d'excepció, una combatent». Al seu discurs d'agraïment, dedicà aquest honor republicà «a totes aquelles i aquells que el seu combat per una vida normal perdura». I hi afegeix: «Encara hi ha a la França d'avui en dia massa gent mantinguda al marge i no aspirent sinó a viure lliurement, amb normalitat, sense escàndol, a poder viatjar sense traves, a que els tractin a l'hospital sense humiliacions, tot de coses que sovint els resulten inaccessibles. És a tots ells que jo els dedico ara aquesta condecoració que m'honora tant.»

## Publicacions
- J'inventais ma vie, signat per Marie-Pier Ysser, Éditions Osmondes, 2003. Aquest llibre fou publicat el 2013 per Éditions Ex-Æquo sota el nom real de l'autora, Marie-Pierre Pruvot. S'han publicat tres volums, dels cinc previstos.
- Marie parce que c'est joli, Éditions Bonobo (autobiografia), 2007.
- France, ce serait aussi un beau nom, Éditions Ex Æquo, 2012.
- Madame Arthur, Éditions Ex Æquo, 2013.
- Le Carrousel (volum 3), Éditions Ex Æquo, 2013.
- Frissons au Carrousel, novel·les, Éditions Ex Æquo, 2013.
- Comme autant de ronds dans l'eau..., coescrit amb Galia Salimo, Éditions Ex Æquo, 2013.
- La chanson du Bac, Éditions Ex Æquo, 2014.
- Le Gai Cimetière, Éditions Ex Æquo, 2014.

## Documentals
- Bambi, de Sébastien Lifshitz, 2013
- Le sexe de mon identité ("El sexe de la meva identitat"), de Clara Vuillermoz, 2012
- I am a woman now ("Ara sóc una dona"), de Michiel van Erp, 2012
- Nous n'irons plus au bois ("No anirem mai més al bosc"), de Josée Dayan, 2008